# Scolecenchelys nicholsae
Scolecenchelys nicholsae är en fiskart som först beskrevs av Waite, 1904.  Scolecenchelys nicholsae ingår i släktet Scolecenchelys och familjen Ophichthidae. Inga underarter finns listade i Catalogue of Life.